# Челле-ді-Макра
Челле-ді-Макра (італ. Celle di Macra, п'єм. Sele) — муніципалітет в Італії, у регіоні П'ємонт,  провінція Кунео.
Челле-ді-Макра розташоване на відстані близько 520 км на північний захід від Рима, 80 км на південний захід від Турина, 32 км на захід від Кунео.
Населення — 99 осіб (2014).
Щорічний фестиваль відбувається 24 червня. Покровитель — святий Іван Хреститель.

## Демографія
Населення за роками:

Станом на 1 січня 2023 року в муніципалітеті іноземці офіційно не проживали.

## Сусідні муніципалітети
- Кастельманьо
- Макра
- Мармора
- Сан-Дам'яно-Макра